# Juan de la Fuente
Juan de la Fuente (Buenos Aires, 15 de agosto de 1976) é um velejador argentino.

## Carreira
Juan de la Fuente representou seu país nos Jogos Olímpicos de 2000, 2004, 2008 e 2012 na qual conquistou duas medalhas de bronze na classe 470 em 2000 e 2012. 